# 阿泽尔格河畔锡夫里约
阿澤爾格河畔锡夫里约（法語：Civrieux-d'Azergues，法語發音：[sivʁijø dazɛʁɡ]）是法国罗讷省的一个市镇，属于索恩河畔自由城区。

## 地理
阿泽尔格河畔锡夫里约（45°51'29"N, 4°42'47"E）面积5.02 平方千米，位于法国奥弗涅-罗讷-阿尔卑斯大区罗讷省，该省份为法国中东部省份，北起顺时针与索恩-卢瓦尔省、安省、里昂大都会、伊泽尔省和卢瓦尔省接壤。
与阿泽尔格河畔锡夫里约接壤的市镇（或旧市镇、城区）包括：阿泽尔格河畔沙宰、多马坦、洛扎讷。

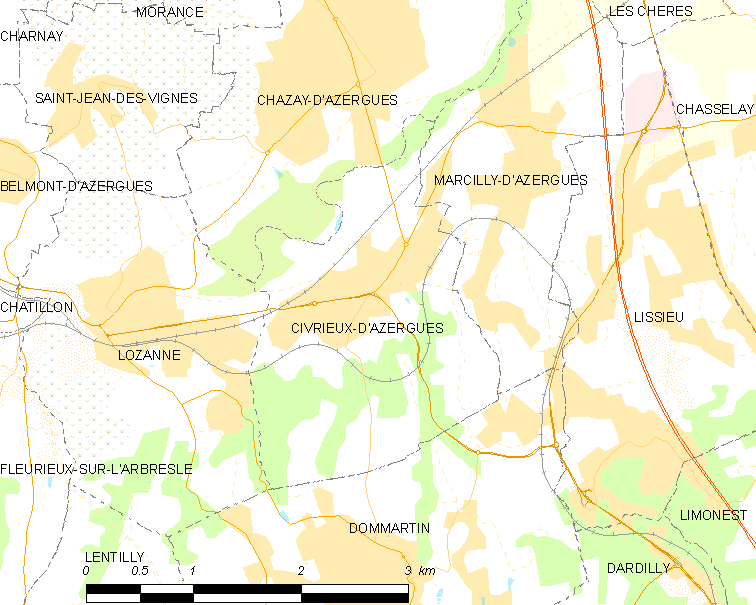
阿泽尔格河畔锡夫里约的OSM定位图

阿泽尔格河畔锡夫里约的时区为UTC+01:00、UTC+02:00（夏令时）。

## 行政
阿泽尔格河畔锡夫里约的邮政编码为69380，INSEE市镇编码为69059。

## 政治
阿泽尔格河畔锡夫里约所属的省级选区为昂斯县。

## 人口

1962-2008年间阿泽尔格河畔锡夫里约人口变化图示

阿泽尔格河畔锡夫里约于2022年1月1日时的人口数量为1633人。